# Danny Dichio
Daniele „Danny“ Salvatore Dichio (* 19. Oktober 1974 in Hammersmith) ist ein ehemaliger englischer Fußballspieler italienischer Abstammung. Zuletzt spielte er bei dem kanadischen Verein Toronto FC in der amerikanischen Fußballprofiliga Major League Soccer. 

## Sportlicher Werdegang
Seine Karriere begann in seinem Heimatland England bei den Queens Park Rangers. 1997 ging der Stürmer nach Italien um bei Sampdoria Genua zu spielen. Dort konnte er sich aber nicht durchsetzen und ging, nach einem kurzen Gastspiel beim US Lecce, zurück nach England. 
Von 1998 bis 2007 spielte er bei diversen englischen Vereinen, ehe er nach Kanada zog, um bei dem neu gegründeten Verein Toronto FC zu spielen. Am 12. Mai 2007 schoss er als erster Spieler in der Vereinsgeschichte für den Toronto FC ein reguläres Tor. 
Am 18. März 2009 erklärte Dichio seinen Rücktritt zum Ende der Saison 2009, übernahm im Anschluss die Rolle eines Klubbotschafters in Toronto und der näheren Umgebung und trat zudem dem erweiterten Trainerstab des Toronto FC bei.
Im November 2023 wurde er zum Trainer des Detroit City FC ernannt.
Er leitet zusammen mit Jason Bent die Senior Mannschaft der TFC Academy, die in der Canadian Soccer League spielen.